# Ramsele gamla kyrka
Ramsele gamla kyrka är en kyrkobyggnad i Ramsele. Den är församlingskyrka i Ramsele-Edsele församling i Härnösands stift.

## Kyrkobyggnaden
Kyrkobyggnaden är troligen från 1200-talet. Väggarna var då antagligen nakna och kyrkorummet upplystes bara av ljuset från två små fönster. Väggmålningarna tillkom förmodligen omkring 1600, men försvann när väggarna vitmenades 1668. Fönsteröppningen i koret höggs upp i början av 1700-talet av kyrkoherde Erik Boderus, som satte in fönster med glasmålningar föreställande honom och hans hustru. Innertaket fick sitt nuvarande utseende 1728.

## Inventarier
Ett av kyrkans få bevarade medeltida föremål är det vackra rökelsekaret. De snidade och målade träbänkarna kan dateras till 1637 genom en inskription. Predikstolen är från samma århundrade men satt ursprungligen på söderväggen. Sin nuvarande plats fick den i början av 1700-talet, då även de nuvarande läktarna tillkom. Altaruppsatsen tillverkades 1740 av bildhuggaren Måns Granlund från Härnösand.

## Kyrkan blir öde men restaureras
Sedan Ramsele nya kyrka invigts 1858 tömdes den gamla kyrkan på allt av värde och innertaket revs bort. Byggnaden användes som förvaringsutrymme, bland annat för hö. Altaruppsatsens joniska kolonner togs ned och användes som stöd för nummertavlorna i nya kyrkan. Resten av altaruppsatsen skingrades, liksom korskranken och pyramiderna.
På initiativ av kyrkoherde Adolf Råde inleddes 1923 en restaurering av Ramsele gamla kyrka. Det mesta av inredningen kunde återfinnas utspritt över församlingen och sattes upp på sina gamla platser. Väggmålningarna, som varit osynliga sedan 1668, upptäcktes och togs fram på nytt. I samband med renoveringen uppfördes också en ny klockstapel. År 1925 återinvigdes Ramsele gamla kyrka.

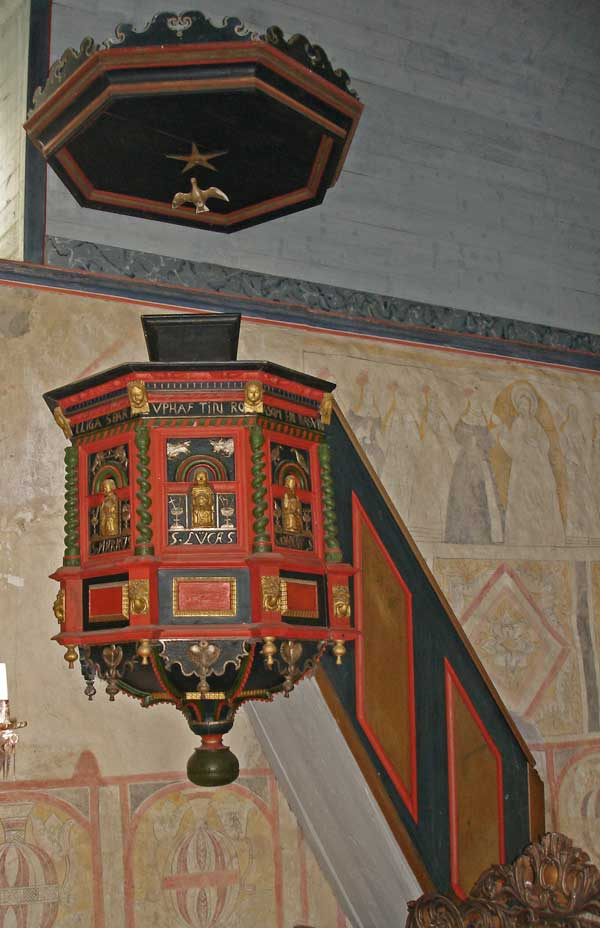
Predikstolen är från 1600-talet men fick sin nuvarande plats 1731.
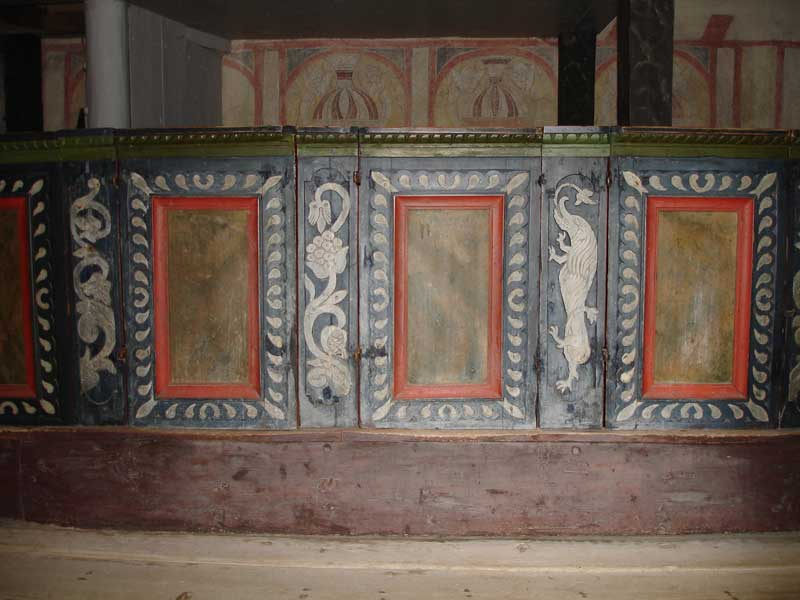
Träbänkarna är snidade och målade.